# 千葉皓敬
千葉 ひろ（ちば ひろ、1994年4月15日 - ）は、日本の元俳優（元子役）、元声優である。

## 人物
2006年以降、芸能活動を休止。

## 出演
太字はメインキャラクター。

### テレビ
- 星に願いを（1998年、NHK）
- 私立探偵 濱マイク 第5話（2002年、日本テレビ）
- あいくるしい 第2話（2005年、TBS）

### 映画

#### 日本語吹き替え
- チャーリーとチョコレート工場（2005年、オーガスタス・グループ）
- ザスーラ（2006年、ウォルター）
- シャークボーイ&マグマガール 3-D

### CM
- 三洋電機 てぶらコードるす（1994年）
- 大塚製薬 ポカリスエット BeanStalk（1994年）
- 寿がき屋 えび天なべやきうどん（1996年）
- ワコム（1997年）

### スチル
- 西武学園文理中学校・高等学校 2007年度パンフレット